# Banco di aggiustaggio

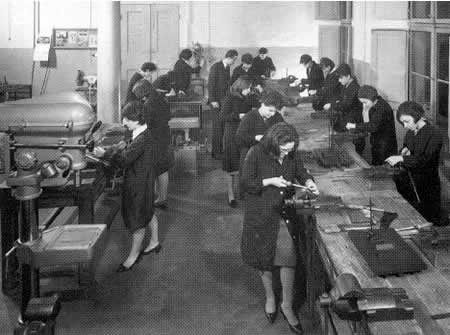
Banchi di aggiustaggio a Bologna negli anni '60

Il banco di aggiustaggio è un banco di lavoro dell'officina. Assieme agli attrezzi e agli utensili da aggiustatore costituisce il posto di aggiustaggio dove si svolge la lavorazione a freddo dei metalli.

## Descrizione
È costituito da un robusto banco di legno o di metallo il cui piano è talvolta ricoperto da una lamiera o da un foglio di gomma. L'altezza del piano dal pavimento è in funzione della statura dell'operaio che vi lavora ma in media è di circa 80 cm. La miglior disposizione è nei pressi di una finestra, parallelo alla parete su cui si apre.
Sul piano è fissata la morsa parallela e talvolta il supporto per le lime affinché non abbiano a spuntarsi poggiando direttamente sulla lamiera del rivestimento. La morsa può essere avvitata direttamente al banco oppure su un blocco di legno a sua volta imbullonato al banco; più raramente è ancorata con il morsetto a vite, soluzione adatta ai piccoli banchi hobbystici.
Sulla parte frontale si aprono i cassetti per gli attrezzi. Ogni cassetto dispone di due ripiani interni di cui quello superiore è asportabile per comodità di accesso all'inferiore. Per tradizione sul fondo si collocano le lime, i raschietti, i pennelli e le spazzole; sull'asportabile il calibro, il truschino, i punzoni, i marcatori, i compassi, le squadrette, le righe e i righelli.

## Sicurezza e precauzioni
È buona regola mantenere in perfetto ordine l'attrezzatura e lasciare sul piano solo ciò che serve per la lavorazione in corso, riponendo nei cassetti ciò che non occorre più. A fine lavoro si ripulisce con un panno la superficie del banco e con aria compressa gli utensili usati e, se necessario, il fondo delle cassettiere per evitare l'accumulo di sporcizia e limatura.